# Wereldkampioenschappen baanwielrennen 1926
De wereldkampioenschappen baanwielrennen 1926 werden van 24 juli tot en met 1 augustus 1926 gehouden in het Italiaanse Milaan en Turijn. Er stonden drie onderdelen op het programma, twee voor beroepsrenners en een voor amateurs.

## Uitslagen

### Beroepsrenners
| Onderdeel | Goud          | Goud      | Zilver         | Zilver    | Brons          | Brons       |
| --------- | ------------- | --------- | -------------- | --------- | -------------- | ----------- |
| Sprint    | Piet Moeskops | Nederland | Cesare Moretti | Italië    | Lucien Michard | Frankrijk   |
| Stayeren  | Victor Linart | België    | Gustave Ganay  | Frankrijk | Paul Suter     | Zwitserland |

### Amateurs
| Onderdeel | Goud              | Goud   | Zilver        | Zilver    | Brons          | Brons     |
| --------- | ----------------- | ------ | ------------- | --------- | -------------- | --------- |
| Sprint    | Avanti Martinetti | Italië | Léon Galvaing | Frankrijk | Toine Mazairac | Nederland |

### Medaillespiegel
| Plaats | Land        | Goud | Zilver | Brons | Totaal |
| 1      | Italië      | 1    | 1      | 0     | 2      |
| 2      | Nederland   | 1    | 0      | 1     | 2      |
| 3      | België      | 1    | 0      | 0     | 1      |
| 4      | Frankrijk   | 0    | 2      | 1     | 3      |
| 5      | Zwitserland | 0    | 0      | 1     | 1      |
| Totaal | Totaal      | 3    | 3      | 3     | 9      |